# Парадокс м'яса
Парадо́кс м'я́са — це парадокс, який полягає у тому, що більшість людей із задоволенням їсть м'ясо, проте мало хто хоче вбивати інших розумних істот. У тих, хто стикається із цим парадоксом, може виникнути когнітивний дисонанс через конфлікт між ідеями м'ясоїдіння та турботи про тварин. Один зі способів вирішення цієї дилеми це — забути зв'язок між м'ясом і тваринами. Людям рідко подобається думати про те, звідки береться м'ясо, про процеси, які воно проходить, щоб дістатися до столів, або про живі якості тварин, з яких його добувають. Забуття або ігнорування ланцюга виробництва м'яса дозволяє людям подумки відокремлювати м'ясо від тварин, тому вони можуть їсти свинину чи яловичину, не замислюючись про свиней чи корів. Термін «парадокс м'яса» був запропонований доктором філософії, професором з політичних наук каліфорнійського університету Робертом Дж Дарстом (Robert G. Darst) під час однієї зі свої лекцій, а за іншими даними авторство цього терміна приписують доктору філософії з психології — Стіву Логнану.

## З психологічної точки зору
На думку психологів Брока Бастіана (Brock Bastian) та Стіва Логнан (Steve Loughnan), які займаються дослідженнями цієї теми «парадокс м'яса» — це «психологічний конфлікт між харчовим вподобанням людей до м'яса та їх моральним реагуванням на страждання тварин». Вони стверджують, що "заподіяння шкоди іншим суперечить погляду відносно себе як на людину з моральними принципами. Споживання м'яса призводить до негативних наслідків для м'ясоїдів, оскільки вони стикаються з осудженням зі сторони вегетаріанців, що в свою чергу провокує дилему: "як я можу бути хорошою людиною, якщо я їм м'ясо?". Цей моральний конфлікт не просто загрожує нормальному отриманні задоволення від вживання їжі, але й особистій ідентичності. Для її захисту в суспільстві встановлюються звички та соціальні структури, які дозволяють людям почуватися краще. Вживання м'яса пов'язана з соціальними звичаями, культурними традиціями розділяти святкування подій у колі рідних та друзів. Деякі люди також можуть використовувати вживання м'яса, як ритуал чоловічого самоствердження, що допомагає визначити хто є «справжнім чоловіком». У 1962 році американський психолог, автор теорії когнітивного дисонансу та теорії соціального порівняння Леон Фестінґер сформував наступні ідеї. Він заявив, що, хоча ми вважаємо себе загалом послідовними (у своїй поведінці, віруваннях і поглядах) іноді ми йдемо на шахрайство. Цей процес непослідовності поглядів та вчинків він назвав дисонансом, тоді як послідовність — консонансом. Далі він пояснив, що так само, як голод спонукає людей до пошуку їжі, щоб втамувати голод, когнітивний дисонанс мотивує нас знаходити ситуації для зменшення дисонансу. Щоб і надалі вживати м'ясо існує два способи: змінити свою поведінку або змінити переконання. Люди можуть припинити їсти м'ясо або придумати причини, чому його вживання буде морально виправдане. Окрім наших власних спроб виправдати вживання м'яса існує маркетинг та рекламні кампанії. Це підтверджує дослідження професора соціології Ліз Грауерхольц (Elizabeth Grauerholz). Вона довела, що зображення тварин у популярній культурі є один зі способів зробити вживання м'яса більш прийнятним. Це досягається принципом відмежування м'яса від тварини походження. Якщо використовувати абстрактний терміном «телятина» замість «коров'яча дитина», «шинка» замість свинина, «дичина» замість несвійська тварина — досягається ефект зменшення співчуття до живих істот. Гарно упаковане м'ясо — фізично, словесно і концептуально дистанціює споживача від його реального походження. Переглядаючи комерційні зображення м'яса, вона виявила, що це робиться двома різними способами. Перший демонстрував м'ясо як гігієнічне, запаковане в пластик, нарізане гарними шматками, що важко подумати про його взагалі тваринне походження. Другий переслідує на меті зробити м'ясні продукти максимально привабливими та бажаними до вживання. Більше, ніж де-небудь, другий метод прийнято за маркетингову стратегію в Азії, а особливо — Японії. Їх реклама містить те, що австрійський зоолог, етолог, лауреат Нобелівської премії з фізіології або медицини Конрад Лоренц назвав «Kindchenschema» («дитяча схема») — великі очі, дрібні, круглі риси, як люди пам'ятають з дитячих книг. Все це покликане створити враження, що м'ясо походить від щасливих, уявних тварин та призване відволікати від реального стану справ.
Презентація м'яса впливає на нашу готовність його вживати. Для апетиту людини має значення те, як ми називаємо страву, як ми її їмо, та як м'ясо подається. Цього висновку дійшов доктор філософії з культури та суспільної психології, професор університету Осло Йонас Р. Кунст (Jonas R. Kunst) та його колега Зіґрід М. Голе (Sigrid M. Hohle) після проведення п'яти досліджень у Норвегії та США. У першому експерименті курку було представлено на різних стадіях обробки: цілу, ніжки та нарізане філе. Вчені вимірювали рівень асоціації учасників до тварини та наскільки відчувалося співчуття. У другому дослідженні учасники побачили фотографії смаженої свинини  — одна без голови, а інша з головою. Учасників опитування запитали, чи бажають вони їсти м'ясо або вибрати вегетаріанську альтернативу? Результати показали, що чим більший ступінь обробки м'яса тим легше для вживаючих дистанціюватися від думки про те, що воно походить від вбитої тварини. Учасники також відмічали відчуття меншого співпереживання до тварин. У третьому дослідженні учасники побачили дві реклами котлет з баранини, одна з яких супроводжувалася зображенням живого ягняти, а інша ні. Зображення ягняти зробило людей менш готовими їсти котлети з баранини. Вони також відчували більше співпереживання за долю тварини. Філософи та правозахисники давно стверджують, що ми уникаємо думок про тварину, яких їмо, і що це зменшує почуття тривоги. Цей механізм описується гіпотезою про «ефект сплячого».
Психологічно люди розділяють тварин на відносно штучні категорії, наприклад: «свійські тварини», «дикі тварини» та «сільськогосподарські тварини». Ці категорії впливають на те, як ми ставимося до тих, хто входить до тієї чи іншої категорії. Наше поводження з сільськогосподарськими тваринами було б недоречним та протиправним, якщо застосовувалося до домашніх тварин. Якщо б господар придбав сарай, наповнив його клітками, а потім заповнив їх собаками настільки щільно, що вони не змогли б вільно пересуватися — все це призвело б по соціального осудження та юридичних санкцій. Але разом з тим по всій Північній Америці кури так утримуються в клітках постійно, будучи не здатними розпростерти крила і пересуватися, позбавлені свіжого повітря і сонячного світла. Без сумніву, категорії тварин є штучними та відрізняються в залежності від країни: в Америці собаки є домашніми тваринами, а корови — сільськогосподарськими, разом з тим в Індії корова вважається священним створінням, а в Китаї собак вживають у їжу.